# يوزيف كوفاتش
يوزيف كوفاتش (بالمجرية: Kovács József)‏ هو سياسي مجري، ولد في 15 يوليو 1951 في المجر. حزبياً، نشط في فيدس – الاتحاد المدني المجري. وقد انتخب عضو الجمعية الوطنية المجرية عن دائرة Békés County 3rd constituency ‏ وقد انضم خلال فترته النيابية ‏ للكتلة البرلمانية فيدس – الاتحاد المدني المجري وفي الانتخابات البرلمانية المجرية 2014 ‏، انتخب عضو الجمعية الوطنية المجرية عن دائرة Békés County 3rd constituency ‏ وقد انضم خلال فترته النيابية ‏ (6 مايو 2014 – ) للكتلة البرلمانية فيدس – الاتحاد المدني المجري.